# گربه‌شناسی

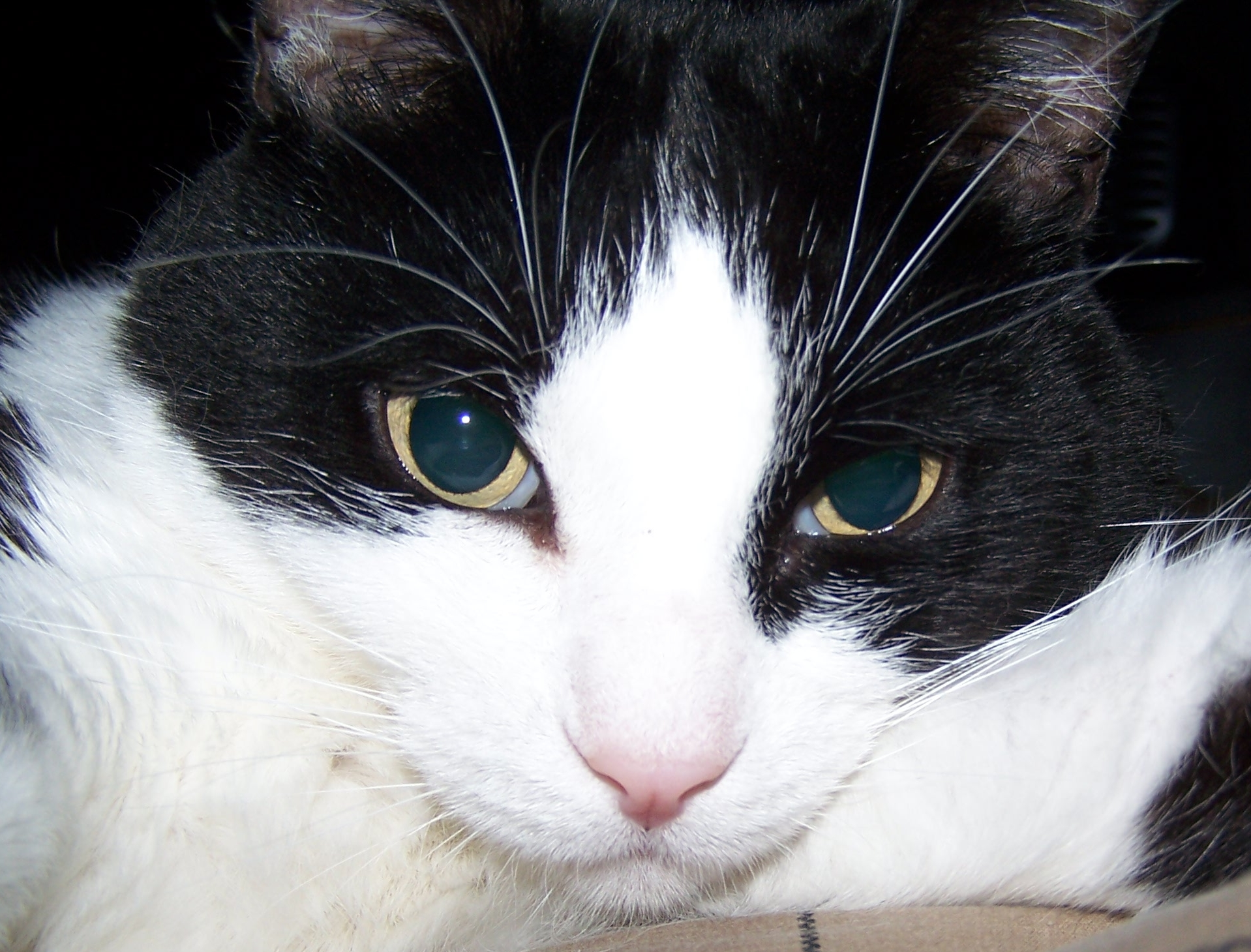
یک گربه دو رنگ

گربه‌شناسی (به انگلیسی: Felinology) مطالعه گربههاست. این اصطلاح ریشه لاتین - یونانی دارد و از کلمه لاتین felinus است (به معنی گربه) و واژه یونانی - -logos (دانش، علم) است. گربه‌شناسی به مطالعه کالبدشناسی، ژنتیک، فیزیولوژی و پرورش گربه‌های اهلی و وحشی می‌پردازد.